# Luperina dannehli
Luperina dannehli là một loài bướm đêm trong họ Noctuidae.